# Salida de la misa de doce de la Iglesia del Pilar de Zaragoza
Salida de la misa de doce de la Iglesia del Pilar de Zaragoza (en català, Sortida de la missa de dotze de l'Església del Pilar de Saragossa) és considerada com la pel·lícula que inaugura la història del cinema espanyol. Eduardo Jimeno Correas, natural de Saragossa, va dirigir el primer film fet a Espanya per un espanyol. En realitat es tractava de la segona pel·lícula de l'aragonès, ja que la seva primera obra (unes maniobres de l'exèrcit al costat de l'Ebre) va resultar tècnicament inútil per culpa de la falta de llum.
La pel·lícula té una longitud de 12,40 metres i conté 651 fotogrames.
Aquesta sortida d'una església s'inscriu dins del gènere anomenat "Escenes naturals", simples filmacions de tota classe d'esdeveniments reals que sorprenien els espectadors dels últims anys del segle xix. La càmera estava situada en un balcó pròxim a la Basílica del Pilar de Saragossa.